# صالون الحلاقة (فلم 1894)
صالون الحلاقة (بالإنجليزية: The Barbershop) هو فيلم أبيض وأسود صامت أمريكي من إخراج ويليام كينيدي ديكسون وويليام هايس صدر عام 1894. هذا الفيلم هو أحد اللقطات الأولى مع أول كاميرا سينمائية ذات تمرير خطي عمودي الكينوجراف، تم إنتاجه بواسطة شركة إديسون للتصنيع في استوديو بلاك ماريا، في ويست أورانج، نيو جيرسي.

## قصة الفيلم
في صالون الحلاقة، يقوم الحلاق بحلاقة رجل بسرعة لا تصدق بينما يجلس رجلان آخران على جانبي الكرسي.

## روابط خارجية
- صالون الحلاقة  في قاعدة بيانات الأفلام على الإنترنت (بالإنجليزية)
- The Barbershop على يوتيوب